# Fritz Rau
Fritz Willy Rau, född den 9 mars 1930 i Pforzheim, Tyskland död den 19 augusti 2013 i Kronberg var en tysk musikpromotor som är mest känd för att tillsammans med Horst Lippmann ha startat och sedan arrangerat American Folk Blues Festival från 1962 och framåt.
Rau valdes in i Blues Hall of Fame i kategorin non-performers ("Individual: Business - Production - Media or Academic ") 2012.